# Кармалы (Аликовский район)
Карма́лы (чув. Кармал) — деревня в Аликовском муниципальном округе Чувашской Республики. Входила в состав Тенеевского сельского поселения до его упразднения в 2022 году.

## География
Кармалы расположены южнее административного центра Аликовского района на 5 км. Рядом с деревней речка Хирлеп, озеро Тенеево.

## Климат
Климат умеренно континентальный с продолжительной холодной зимой и тёплым летом. Средняя температура января −12,9 °C, июля 18,3 °C, абсолютный минимум достигал −44 °C, абсолютный максимум 37 °C. За год в среднем выпадает до 552 мм осадков.

## Название
Согласно наиболее лингвистически обоснованной этимологии, название Кармал происходит от сложения двух татарских слов: кара (чёрное) и мал (богатство, имущество), что означает скот.

## История
До 1927 года деревня входила в Аликовскую волость Ядринского уезда. С 1 ноября 1927 года деревня в составе Аликовского района, а 20 декабря 1962 года включена в Вурнарский район. С 14 марта 1965 года — снова в Аликовском районе.
В результате археологических раскопок и исследований выяснено: в «железный век» (1-е тысячелетие до н. э.) рядом с Кармалами существовал древний город.

## Население
| 2010 | 2012 |
| ---- | ---- |
| 171  | ↗203 |

## Известные уроженцы, жители
- Ларионов, Никита Ларионович — чувашский писатель.

## Инфраструктура
Личное подсобное хозяйство.

### Связь и средства массовой информации
- Связь: ОАО «Волгателеком», Би Лайн, МТС, Мегафон. Развит интернет ADSL технологии.
- Газеты и журналы: Аликовская районная газета «Пурнăç çулĕпе»-«По жизненному пути» Языки публикаций: Чувашский, Русский.
- Телевидение:Население использует эфирное и спутниковое телевидение. Эфирное телевидение позволяет принимать национальный канал на чувашском и русском языках.
- Радио: Радио Чувашии, Национальное радио Чувашии

## Транспорт
Рядом с деревней проходит неасфальтированная автомобильная дорога Аликово-Малые Туваны.